# ناحیه کورونی
ناحیه کورونی (به لاتین: Coronie District) یکی از ناحیه‌های کشور سورینام است. ناحیه کورونی ۳٬۹۰۲ کیلومتر مربع مساحت و ۳٬۳۹۱ نفر جمعیت دارد.